# Liste des cantons de la Manche

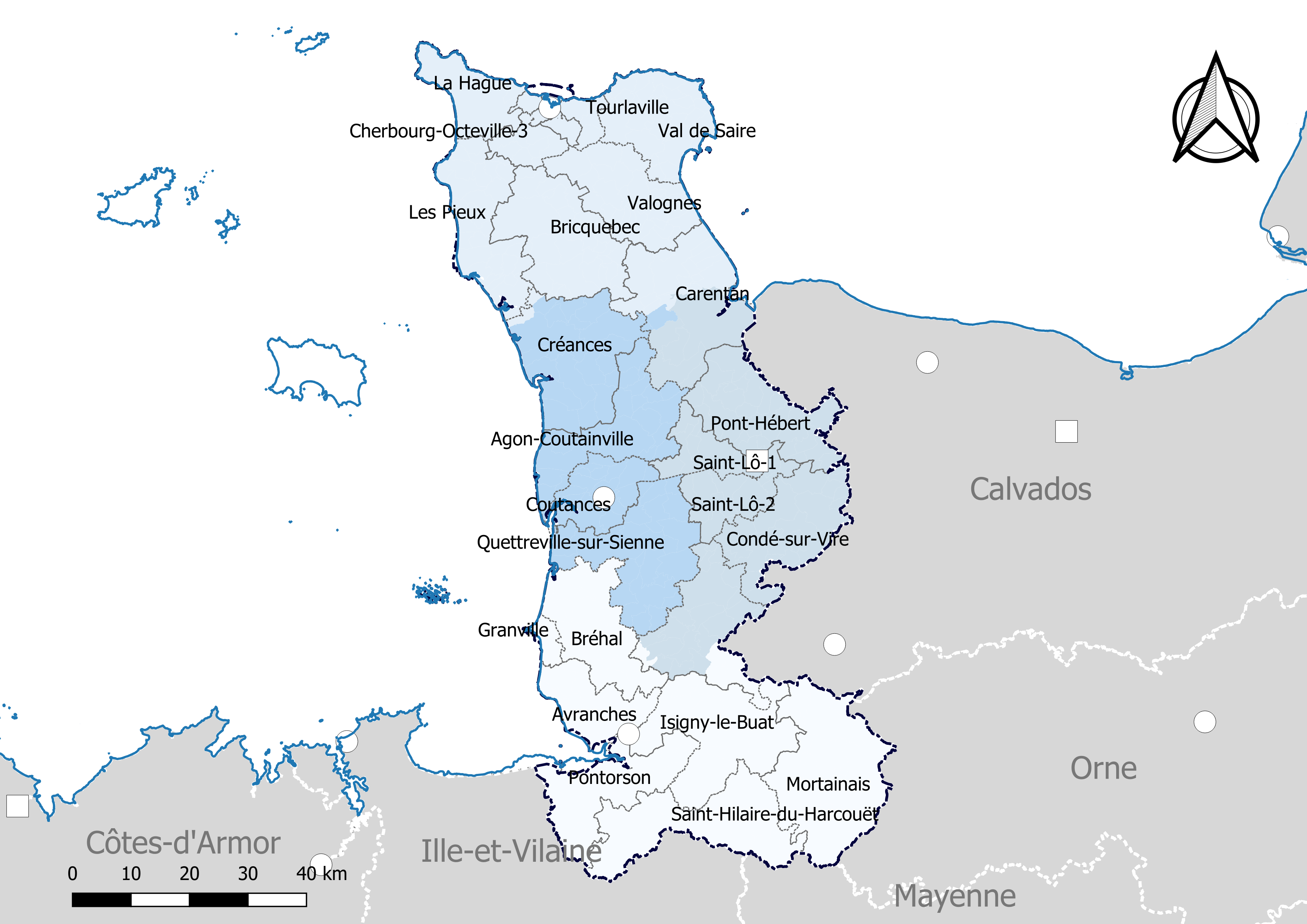
Découpage cantonal du département de la Manche, avec en surimpression les arrondissements (en nuances de bleu) - Carte arrêtée au 1er janvier 2019.

Le département de la Manche comptait 52 cantons avant 2015. Avec le redécoupage cantonal de 2014, le nombre de cantons est ramené à 27.

## Redécoupage cantonal de 2014
Dans la poursuite de la réforme territoriale engagée en 2010, l'Assemblée nationale adopte définitivement le 17 avril 2013 la réforme du mode de scrutin pour les élections départementales destinée à garantir la parité hommes/femmes. Les lois (loi organique 2013-402 et loi 2013-403) sont promulguées le 17 mai 2013. Un nouveau découpage territorial est défini par décret du 25 février 2014 pour le département de la Manche. Celui-ci entre en vigueur lors du premier renouvellement général des assemblées départementales suivant la publication du décret, soit en mars 2015. Les conseillers départementaux sont élus au scrutin majoritaire binominal mixte. Les électeurs de chaque canton éliront au Conseil départemental, nouvelle appellation des Conseils généraux, deux membres de sexe différent, qui se présenteront en binôme de candidats. Les conseillers départementaux seront élus pour 6 ans au scrutin binominal majoritaire à deux tours, l'accès au second tour nécessitant 10 % des inscrits au 1er tour. En outre la totalité des conseillers départementaux est renouvelée.
Ce nouveau mode de scrutin nécessite un redécoupage des cantons dont le nombre est divisé par deux avec arrondi à l'unité impaire supérieure si ce nombre n'est pas entier impair et avec des conditions de seuils minimaux. Dans la Manche le nombre de cantons passe ainsi de 52 à 27.
Les critères du remodelage cantonal sont les suivants : le territoire de chaque canton doit être défini sur des bases essentiellement démographiques, le territoire de chaque canton doit être continu et les communes de moins de 3 500 habitants sont entièrement comprises dans le même canton. Il n’est fait référence, ni aux limites des arrondissements, ni à celles des circonscriptions législatives.
Conformément à de multiples décisions du Conseil constitutionnel depuis 1985 et notamment sa décision no 2010-618 DC du 9 décembre 2010, il est admis que le principe d’égalité des électeurs au regard des critères démographiques est respecté lorsque le ratio conseiller/habitant de la circonscription est compris dans une fourchette de 20 % de part et d'autre du ratio moyen conseiller/habitant du département. Pour le département de la Manche, la population de référence est la population légale en vigueur au 1er janvier 2013, à savoir la population millésimée 2010, soit 498 747 habitants. Avec 27 cantons la population moyenne par conseiller départemental est de 18 472 habitants. Ainsi la population de chaque nouveau canton doit-elle être comprise entre 14 778 habitants et 22 167 habitants pour respecter le principe de l'égalité citoyenne au vu des critères démographiques.
Dans le précédent découpage (2010) l'écart de population était de un à dix entre le canton le moins peuplé (Juvigny-le-Tertre avec 2 459 habitants) et le canton le plus peuplé (Équeurdreville-Hainneville avec 25 316 habitants).

### Composition proposée le 16 décembre 2013
- canton d'Agon-Coutainville
- canton d'Avranches
- canton de Bréhal
- canton de Bricquebec
- canton de Carentan

découpage proposé le 16 décembre 2013

- canton de Cherbourg-Octeville-1 (correspond au Nord-Ouest)
- canton de Cherbourg-Octeville-2 (correspond au Sud-Est)
- canton de Cherbourg-Octeville-3 (correspond au Sud-Ouest)
- canton de Condé-sur-Vire
- canton de Coutances
- canton de Créances
- canton d'Équeurdreville-Hainneville
- canton de Granville
- canton d'Isigny-le-Buat
- canton de Mortain, dénommé par la suite canton du Mortainais
- canton des Pieux
- canton de Pont-Hébert
- canton de Pontorson
- canton de Querqueville, dénommé par la suite canton de la Hague
- canton de Quettreville-sur-Sienne
- canton de Saint-Hilaire-du-Harcouët
- canton de Saint-Lô-1 (correspond au Est)
- canton de Saint-Lô-2 (correspond au Ouest)
- canton de Saint-Vaast-la-Hougue, dénommé par la suite canton de Val-de-Saire
- canton de Tourlaville
- canton de Valognes
- canton de Villedieu-les-Poêles

### Composition finale

Cartes de 27 cantons de la Manche créés après le redécoupage de 2015.

#### Liste
| N° | Nom du Canton                  | Bureau centralisateur          | Population 2012 | Écart /moyenne | Nombre de communes entières          | Communes composant le canton |
| -- | ------------------------------ | ------------------------------ | --------------- | -------------- | ------------------------------------ | --- |
| 1  | Agon-Coutainville              | Agon-Coutainville              | 18 139          | 0,98           | 20                                   | Agon-Coutainville, Auxais, Blainville-sur-Mer, Feugères, Geffosses, Gonfreville, Gorges, Gouville-sur-Mer, Hauteville-la-Guichard, Marchésieux, Montcuit, Muneville-le-Bingard, Nay, Périers, Raids, Saint-Germain-sur-Sèves, Saint-Malo-de-la-Lande, Saint-Martin-d'Aubigny, Saint-Sauveur-Villages, Saint-Sébastien-de-Raids. |
| 2  | Avranches                      | Avranches                      | 21 150          | 1,14           | 16 + 1 fraction Avranches            | 1° Les communes suivantes : Bacilly, Carolles, Champeaux, Chavoy, Dragey-Ronthon, Genêts, Jullouville, Lolif, Marcey-les-Grèves, Le Parc, Ponts, Saint-Jean-de-la-Haize, Saint-Jean-le-Thomas, Saint-Pierre-Langers, Sartilly-Baie-Bocage, Vains. 2° La partie de la commune d'Avranches non incluse dans le canton d'Isigny-le-Buat. |
| 3  | Bréhal                         | Bréhal                         | 20 298          | 1,08           | 27                                   | Anctoville-sur-Boscq, Beauchamps, Bréhal, Bréville-sur-Mer, Bricqueville-sur-Mer, Cérences, Chanteloup, Coudeville-sur-Mer, Équilly, Folligny, Le Grippon, La Haye-Pesnel, Hocquigny, Hudimesnil, Longueville, Le Loreur, La Lucerne-d'Outremer, Le Luot, Le Mesnil-Aubert, La Meurdraquière, La Mouche, Muneville-sur-Mer, Saint-Aubin-des-Préaux, Saint-Jean-des-Champs, Saint-Planchers, Saint-Sauveur-la-Pommeraye, Subligny. |
| 4  | Bricquebec-en-Cotentin         | Bricquebec-en-Cotentin         | 18 352          | 0,98           | 27                                   | Besneville, Biniville, La Bonneville, Breuville, Bricquebec-en-Cotentin, Catteville, Colomby, Crosville-sur-Douve, L'Étang-Bertrand, Étienville, Golleville, Hautteville-Bocage, Magneville, Morville, Négreville, Néhou, Neuville-en-Beaumont, Orglandes, Rauville-la-Bigot, Rauville-la-Place, Reigneville-Bocage, Rocheville, Saint-Jacques-de-Néhou, Saint-Sauveur-le-Vicomte, Sainte-Colombe, Sottevast, Taillepied. |
| 5  | Carentan-les-Marais            | Carentan-les-Marais            | 21 623          | 1,17           | 20 + 1 fraction                      | 1° Les communes suivantes : Appeville, Audouville-la-Hubert, Auvers, Baupte, Beuzeville-la-Bastille, Blosville, Boutteville, Hiesville, Liesville-sur-Douve, Méautis, Neuville-au-Plain, Picauville, Saint-André-de-Bohon, Saint-Germain-de-Varreville, Saint-Martin-de-Varreville, Sainte-Marie-du-Mont, Sainte-Mère-Église, Sébeville, Terre-et-Marais, Turqueville. 2° La partie de la commune de Carentan-les-Marais non incluse dans le canton de Pont-Hébert. |
| 6  | Cherbourg-en-Cotentin-1        | Cherbourg-en-Cotentin          | 17 694          |                | fraction Cherbourg-en-Cotentin       | Partie de la commune de Cherbourg-en-Cotentin située au nord d'une ligne définie par l'axe des voies et limites suivantes : depuis la limite territoriale de la commune d'Equeurdreville-Hainneville, route des Fourches, avenue René-Schmitt, rue Joliot-Curie, rue Roger-Salengro, rue Delalée, rue Waldeck-Rousseau, rue Ernest-Renan, ligne droite dans le prolongement de la rue Ernest-Renan, boulevard de l'Atlantique, ligne droite dans le prolongement de la rue de la Liberté, rue de la Liberté, chemin vicinal, boulevard de l'Atlantique, rue des Tanneries, quai Alexandre-III, rue du Val-de-Saire, quai du Général-Lawton-Collins, boulevard Félix-Amiot, jusqu'à la limite territoriale de la commune de Tourlaville. |
| 7  | Cherbourg-en-Cotentin-2        | Cherbourg-en-Cotentin          | 16 415          |                | fraction Cherbourg-en-Cotentin       | La partie de la commune de Cherbourg-Octeville située à l'est d'une ligne définie par l'axe des voies et limites suivantes : depuis la limite territoriale de la commune de Tourlaville, boulevard Félix-Amiot, quai du Général-Lawton-Collins, rue du Val-de-Saire, quai Alexandre-III, rue des Tanneries, boulevard de l'Atlantique, rue de l'Artois, rue de Bretagne, rue des Bocages, rue du Maine, rue de Picardie, avenue de Normandie, rue de Lorraine, rue de Bourgogne, rue de Provence, rue de la Roche-qui-Pend, chemin rural, jusqu'à la limite territoriale de la commune de la Glacerie. La partie de la commune de Cherbourg-en-Cotentin correspondant à La Glacerie. |
| 8  | Cherbourg-en-Cotentin-3        | Cherbourg-en-Cotentin          | 16 381          |                | 9 + fraction Cherbourg-en-Cotentin   | 1° Les communes suivantes : Couville, Hardinvast, Martinvast, Nouainville, Saint-Martin-le-Gréard, Sideville, Teurthéville-Hague, Tollevast, Virandeville. 2° La partie de la commune de Cherbourg-Octeville non incluse dans les cantons de Cherbourg-en-Cotentin-1 et de Cherbourg-en-Cotentin-2. |
| 9  | Condé-sur-Vire                 | Condé-sur-Vire                 | 19 286          | 1,03           | 17                                   | Beaucoudray, Beuvrigny, Biéville, Condé-sur-Vire, Domjean, Fourneaux, Gouvets, Lamberville, Montrabot, Moyon Villages, Le Perron, Saint-Amand-Villages, Saint-Jean-d'Elle, Saint-Louet-sur-Vire, Saint-Vigor-des-Monts, Tessy-Bocage, Torigny-les-Villes. |
| 10 | Coutances                      | Coutances                      | 18 487          | 1,01           | 16                                   | Brainville, Bricqueville-la-Blouette, Cambernon, Camprond, Courcy, Coutances, Gratot, Heugueville-sur-Sienne, Monthuchon, Nicorps, Orval-sur-Sienne, Regnéville-sur-Mer, Saint-Pierre-de-Coutances, Saussey, Tourville-sur-Sienne, La Vendelée. |
| 11 | Créances                       | Créances                       | 17 077          | 0,93           | 19                                   | Bretteville-sur-Ay, Canville-la-Rocque, Créances, Doville, La Feuillie, La Haye, Laulne, Lessay, Millières, Montsenelle, Neufmesnil, Pirou, Le Plessis-Lastelle, Saint-Germain-sur-Ay, Saint-Nicolas-de-Pierrepont, Saint-Patrice-de-Claids, Saint-Sauveur-de-Pierrepont, Varenguebec, Vesly. |
| 12 | Cherbourg-en-Cotentin-4        | Cherbourg-en-Cotentin          | 17 319          |                | fraction Cherbourg-en-Cotentin       | La partie de la commune de Cherbourg-en-Cotentin correspondant à la commune déléguée d'Équeurdreville-Hainneville. |
| 13 | Granville                      | Granville                      | 21 248          | 1,14           | 4                                    | Donville-les-Bains, Granville, Saint-Pair-sur-Mer, Yquelon. |
| 14 | La Hague                       | La Hague                       | 17 036          | 0,93           | 1 + 1 fraction Cherbourg-en-Cotentin | 1° La commune suivante : La Hague. 2° La partie de la commune de Cherbourg-en-Cotentin correspondant à Querqueville. |
| 15 | Isigny-le-Buat                 | Isigny-le-Buat                 | 17 502          | 0,94           | 26 + 1 fraction Avranches            | 1° Les communes suivantes : Brécey, La Chaise-Baudouin, La Chapelle-Urée, Les Cresnays, Cuves, La Godefroy, Le Grand-Celland, Isigny-le-Buat, Juvigny les Vallées, Lingeard, Les Loges-sur-Brécey, Le Mesnil-Adelée, Le Mesnil-Gilbert, Notre-Dame-de-Livoye, Le Petit-Celland, Reffuveille, Saint-Brice, Saint-Georges-de-Livoye, Saint-Jean-du-Corail-des-Bois, Saint-Laurent-de-Cuves, Saint-Loup, Saint-Michel-de-Montjoie, Saint-Nicolas-des-Bois, Saint-Senier-sous-Avranches, Tirepied-sur-Sée, Vernix. 2° La partie de la commune d'Avranches correspondant à la commune déléguée de Saint-Martin-des-Champs. |
| 16 | Le Mortainais                  | Mortain-Bocage                 | 15 149          | 0,84           | 17                                   | Barenton, Beauficel, Brouains, Chaulieu, Le Fresne-Poret, Gathemo, Ger, Mortain-Bocage, Le Neufbourg, Perriers-en-Beauficel, Romagny Fontenay, Saint-Barthélemy, Saint-Clément-Rancoudray, Saint-Cyr-du-Bailleul, Saint-Georges-de-Rouelley, Sourdeval, Le Teilleul. |
| 17 | Les Pieux                      | Les Pieux                      | 21 349          | 1,15           | 28                                   | Barneville-Carteret, Baubigny, Benoîtville, Bricquebosq, Fierville-les-Mines, Flamanville, Grosville, La Haye-d'Ectot, Héauville, Helleville, Le Mesnil, Les Moitiers-d'Allonne, Pierreville, Les Pieux, Port-Bail-sur-Mer, Le Rozel, Saint-Christophe-du-Foc, Saint-Georges-de-la-Rivière, Saint-Germain-le-Gaillard, Saint-Jean-de-la-Rivière, Saint-Maurice-en-Cotentin, Saint-Pierre-d'Arthéglise, Sénoville, Siouville-Hague, Sortosville-en-Beaumont, Sotteville, Surtainville, Tréauville. |
| 18 | Pont-Hébert                    | Pont-Hébert                    | 16 141          | 0,86           | 25 + 1 fraction Carentan-les-Marais  | 1° Les communes suivantes : Airel, Amigny, Bérigny, Cavigny, Cerisy-la-Forêt, Couvains, Le Dézert, Graignes-Mesnil-Angot, La Meauffe, Le Mesnil-Rouxelin, Le Mesnil-Véneron, Moon-sur-Elle, Pont-Hébert, Rampan, Saint-André-de-l'Épine, Saint-Clair-sur-l'Elle, Saint-Fromond, Saint-Georges-d'Elle, Saint-Georges-Montcocq, Saint-Germain-d'Elle, Saint-Jean-de-Daye, Saint-Jean-de-Savigny, Saint-Pierre-de-Semilly, Tribehou, Villiers-Fossard. 2° La partie de la commune de Carentan-les-Marais correspondant à la commune déléguée de Montmartin-en-Graignes. |
| 19 | Pontorson                      | Pontorson                      | 17 532          | 0,95           | 21                                   | Aucey-la-Plaine, Beauvoir, Céaux, Courtils, Crollon, Ducey-les-Chéris, Huisnes-sur-Mer, Juilley, Marcilly, Le Mesnil-Ozenne, Le Mont-Saint-Michel, Poilley, Pontaubault, Pontorson, Précey, Sacey, Saint-Ovin, Saint-Quentin-sur-le-Homme, Servon, Tanis, Le Val-Saint-Père. |
| 20 | Quettreville-sur-Sienne        | Quettreville-sur-Sienne        | 17 647          | 0,95           | 24                                   | La Baleine, Belval, Cametours, Cerisy-la-Salle, Gavray-sur-Sienne, Grimesnil, Hambye, Hauteville-sur-Mer, Lengronne, Le Mesnil-Garnier, Le Mesnil-Villeman, Montaigu-les-Bois, Montmartin-sur-Mer, Montpinchon, Notre-Dame-de-Cenilly, Ouville, Quettreville-sur-Sienne, Roncey, Saint-Denis-le-Gast, Saint-Denis-le-Vêtu, Saint-Martin-de-Cenilly, Savigny, Tourneville-sur-Mer, Ver. |
| 21 | Saint-Hilaire-du-Harcouët      | Saint-Hilaire-du-Harcouët      | 19 613          | 1,06           | 15                                   | Buais-les-Monts, Grandparigny, Hamelin, Lapenty, Les Loges-Marchis, Le Mesnillard, Montjoie-Saint-Martin, Moulines, Saint-Aubin-de-Terregatte, Saint-Brice-de-Landelles, Saint-Hilaire-du-Harcouët, Saint-James, Saint-Laurent-de-Terregatte, Saint-Senier-de-Beuvron, Savigny-le-Vieux. |
| 22 | Saint-Lô-1                     | Saint-Lô                       | 18 884          |                | 9 + fraction Saint-Lô                | 1° Les communes suivantes : Agneaux, Le Lorey, Marigny-le-Lozon, Le Mesnil-Amey, Le Mesnil-Eury, Montreuil-sur-Lozon, Remilly-les-Marais, Saint-Gilles, Thèreval. 2° La partie de la commune de Saint-Lô située à l'ouest d'une ligne définie par l'axe des voies et limites suivantes : depuis la limite territoriale de la commune de Saint-Georges-Montcocq, rue de la Cabale, rue Saint-Georges, rue des Pénitents, chemin des Moines, rue de l'Ombrée, rue du Pré-de-Bas, montée du Bois-André, boulevard de la Dollée, rue du Mont-Russel, avenue de Verdun, place du Champ-de-Mars, rue du Docteur-Leturc, rue Jean-Dubois, rue Octave-Feuillet, place Léo-Ferré, rue de la Marne, rue des 80e-et-136e-Territorial, rue de Grimouville, boulevard du Midi, rue des Abreuvoirs, rue du Général-Lemarois, rue Nicolas-Houël, rue de la Ferronnière, sentier dans le prolongement de la rue de la Ferronnière, rue du Bois-Ardent, rue de l'Exode, rue du Père-Popielujko, ligne droite dans le prolongement de la rue du Père-Popielujko, boulevard de la Commune, chemin de la Ferronnière, rue Louise-Michel, route départementale 86, jusqu'à la limite territoriale de la commune de Baudre. |
| 23 | Saint-Lô-2                     | Saint-Lô                       | 21 704          |                | 10 + fraction Saint-Lô               | 1° Les communes suivantes : La Barre-de-Semilly, Baudre, Bourgvallées, Canisy, Carantilly, Dangy, La Luzerne, Quibou, Saint-Martin-de-Bonfossé, Sainte-Suzanne-sur-Vire. 2° La partie de la commune deSaint-Lô non incluse dans le canton de Saint-Lô-1. |
| 24 | Cherbourg-en-Cotentin-5        | Cherbourg-en-Cotentin          | 19 135          | 1,04           | 3 + 1 fraction Cherbourg-en-Cotentin | 1° Les communes suivantes : Bretteville, Digosville, Le Mesnil-au-Val. 2° La partie de la commune de Cherbourg-en-Cotentin correspondant à la commune déléguée de Tourlaville. |
| 25 | Valognes                       | Valognes                       | 20 743          | 1,13           | 31                                   | Azeville, Brix, Écausseville, Émondeville, Éroudeville, Flottemanville, Fontenay-sur-Mer, Fresville, Le Ham, Hémevez, Huberville, Joganville, Lestre, Lieusaint, Montaigu-la-Brisette, Montebourg, Ozeville, Quinéville, Saint-Cyr, Saint-Floxel, Saint-Germain-de-Tournebut, Saint-Joseph, Saint-Marcouf, Saint-Martin-d'Audouville, Saussemesnil, Sortosville, Tamerville, Urville, Valognes, Vaudreville, Yvetot-Bocage. |
| 26 | Val-de-Saire                   | Saint-Vaast-la-Hougue          | 17 598          | 0,96           | 29                                   | Anneville-en-Saire, Aumeville-Lestre, Barfleur, Brillevast, Canteloup, Carneville, Clitourps, Crasville, Fermanville, Gatteville-le-Phare, Gonneville-le-Theil, Maupertus-sur-Mer, Montfarville, Octeville-l'Avenel, La Pernelle, Quettehou, Réville, Saint-Pierre-Église, Saint-Vaast-la-Hougue, Sainte-Geneviève, Teurthéville-Bocage, Théville, Tocqueville, Valcanville, Varouville, Le Vast, Le Vicel, Vicq-sur-Mer, Videcosville. |
| 27 | Villedieu-les-Poêles-Rouffigny | Villedieu-les-Poêles-Rouffigny | 15 701          | 0,85           | 27                                   | Beslon, La Bloutière, Boisyvon, Bourguenolles, Champrepus, La Chapelle-Cécelin, Chérencé-le-Héron, La Colombe, Coulouvray-Boisbenâtre, Fleury, Le Guislain, La Haye-Bellefond, La Lande-d'Airou, Margueray, Maupertuis, Montabot, Montbray, Morigny, Percy-en-Normandie, Saint-Martin-le-Bouillant, Saint-Maur-des-Bois, Saint-Pois, Sainte-Cécile, Le Tanu, La Trinité, Villebaudon, Villedieu-les-Poêles-Rouffigny. |
|    |                                |                                | 499 340         |                | 601                                  | |

#### Répartition par arrondissement
Contrairement à l'ancien découpage où chaque canton était inclus à l'intérieur d'un seul arrondissement, le nouveau découpage territorial s'affranchit des limites des arrondissements. Certains cantons peuvent être composés de communes appartenant à des arrondissements différents. Dans le département de la Manche, c'est le cas de cinq cantons (Agon-Coutainville, Bréhal, Carentan, Saint-Lô-1 et Villedieu-les-Poêles).
Le tableau suivant présente la répartition par arrondissement :
| N° | Canton                     | Avranches | Cherbourg                        | Coutances | Saint-Lô               | Total                            |
| -- | -------------------------- | --------- | -------------------------------- | --------- | ---------------------- | -------------------------------- |
| 1  | Agon-Coutainville          |           |                                  | 26        | 2                      | 28                               |
| 2  | Avranches                  | 20        |                                  |           |                        | 20                               |
| 3  | Bréhal                     | 16        |                                  | 14        |                        | 30                               |
| 4  | Bricquebec                 |           | 33                               |           |                        | 33                               |
| 5  | Carentan                   |           | 26                               | 5         | 12                     | 43                               |
| 6  | Cherbourg-Octeville-1      |           | fraction Cherbourg-Octeville     |           |                        | fraction Cherbourg-Octeville     |
| 7  | Cherbourg-Octeville-2      |           | 1 + fraction Cherbourg-Octeville |           |                        | 1 + fraction Cherbourg-Octeville |
| 8  | Cherbourg-Octeville-3      |           | 9 + fraction Cherbourg-Octeville |           |                        | 9 + fraction Cherbourg-Octeville |
| 9  | Condé-sur-Vire             |           |                                  |           | 29                     | 29                               |
| 10 | Coutances                  |           |                                  | 19        |                        | 19                               |
| 11 | Créances                   |           |                                  | 32        |                        | 32                               |
| 12 | Équeurdreville-Hainneville |           | 1                                |           |                        | 1                                |
| 13 | Granville                  | 4         |                                  |           |                        | 4                                |
| 14 | La Hague                   |           | 20                               |           |                        | 20                               |
| 15 | Isigny-le-Buat             | 35        |                                  |           |                        | 35                               |
| 16 | Le Mortainais              | 27        |                                  |           |                        | 27                               |
| 17 | Les Pieux                  |           | 29                               |           |                        | 29                               |
| 18 | Pont-Hébert                |           |                                  |           | 29                     | 29                               |
| 19 | Pontorson                  | 24        |                                  |           |                        | 24                               |
| 20 | Quettreville-sur-Sienne    |           |                                  | 33        |                        | 33                               |
| 21 | Saint-Hilaire-du-Harcouët  | 27        |                                  |           |                        | 27                               |
| 22 | Saint-Lô-1                 |           |                                  | 1         | 11 + fraction Saint-Lô | 12 + fraction Saint-Lô           |
| 23 | Saint-Lô-2                 |           |                                  |           | 16 + fraction Saint-Lô | 16 + fraction Saint-Lô           |
| 24 | Tourlaville                |           | 4                                |           |                        | 4                                |
| 25 | Valognes                   |           | 31                               |           |                        | 31                               |
| 26 | Val-de-Saire               |           | 34                               |           |                        | 34                               |
| 27 | Villedieu-les-Poêles       | 7         |                                  |           | 22                     | 29                               |
|    |                            | 160       | 189                              | 130       | 122                    | 601                              |

## Historique

### Situation en 1790
District d'Avranches
Canton d'Avranches - Canton de Ducey - Canton de Granville - Canton de La Haye-Pesnel - Canton de Saint-James - Canton de Pontorson - Canton de Sartilly - Canton de Tirepied - Canton de Villedieu-les-Poêles
District de Carentan
Canton de Carentan - Canton de La Haye-du-Puits - Canton de Lessay - Canton de Périers - Canton de Pont-l'Abbé ou Canton de Picauville - Canton de Prétot - Canton de Sainteny - Canton de Sainte-Marie-du-Mont - Canton de Sainte-Mère-Église - Canton de Montmartin-en-Graignes
District de Cherbourg
Canton de Beaumont-Hague - Canton de Cherbourg - Canton de Digosville - Canton de Martinvast - Canton des Pieux - Canton de Saint-Pierre-Église - Sainte Croix ou Sainte-Croix-dans-la-Hayne (lire Hague)
District de Coutances
Canton de Blainville - Canton de Bréhal - Canton de Cérences - Canton de Cerisy-la-Salle - Canton de Coutances - Canton de Créances - Canton de Gavray - Canton de Montmartin-sur-Mer - Canton de Saint-Denis-le-Gast - Canton de Saint-Sauveur-Lendelin
District de Mortain
Canton de Barenton - Canton de Brécey - Canton d'Isigny-le-Buat - Canton de Juvigny-le-Tertre - Canton de Mortain - Canton de Saint-Pois - Canton de Saint-Hilaire-du-Harcouët - Canton de Sourdeval - Canton du Teilleul
District de Saint-Lô
Canton de Saint-Lô - Canton de Canisy - Canton d'Esglandes - Canton de Marigny - Canton de Percy - Canton de Saint-Clair-sur-l'Elle - Canton de Saint-Jean-des-Baisants - Canton de Tessy-sur-Vire - Canton de Torigni-sur-Vire
District de Valognes
Canton de Barneville - Canton de Bricquebec - Canton de Lestre - Canton de Montebourg - Canton de Quettehou - Canton de Saint-Sauveur-le-Vicomte - Canton de Sauxemesnil - Canton de Surtainville - Canton de Valognes

### Après 1790
De 1790 à 1795, le département de la Manche comptait 7 districts.
Créés en 1790, les cantons furent tous supprimés, par la Convention en juin 1793, puis rétablis par le directoire en octobre 1795.
Les arrondissements sont créés en 1800 : arrondissement d'Avranches, arrondissement de Mortain, arrondissement de Valognes, arrondissement de Coutances et arrondissement de Saint-Lô.
En 1801, les cantons sont modifiés (certains sont supprimés). Ils correspondent globalement aux cantons d'aujourd'hui.
L'arrondissement de Cherbourg est créé en 1811 à partir de six cantons de l'arrondissement de Valognes.
En 1926, l'arrondissement de Mortain et l'arrondissement de Valognes sont supprimés et les autres arrondissements sont modifiés en conséquence. D'autres modifications interviennent dans les années 1950 et 1960.
Les cantons de la Manche ont été plusieurs fois redécoupés. Les modifications les plus récentes ont été effectuées par les décrets suivants :

### Découpage cantonal avant 2015

Liste des 52 anciens cantons du département de la Manche, par arrondissement :

#### Arrondissement d'Avranches
(16 cantons - sous-préfecture : Avranches) :
canton d'Avranches - canton de Barenton - canton de Brécey - canton de Ducey - canton de Granville - canton de La Haye-Pesnel - canton d'Isigny-le-Buat - canton de Juvigny-le-Tertre - canton de Mortain - canton de Pontorson - canton de Saint-Hilaire-du-Harcouët - canton de Saint-James - canton de Saint-Pois - canton de Sartilly - canton de Sourdeval - canton du Teilleul

#### Arrondissement de Cherbourg
(15 cantons - sous-préfecture : Cherbourg-Octeville) :
canton de Barneville-Carteret - canton de Beaumont-Hague - canton de Bricquebec - canton de Cherbourg-Octeville-Nord-Ouest - canton de Cherbourg-Octeville-Sud-Est - canton de Cherbourg-Octeville-Sud-Ouest - canton d'Équeurdreville-Hainneville - canton de Montebourg - canton des Pieux - canton de Quettehou - canton de Sainte-Mère-Église - canton de Saint-Pierre-Église - canton de Saint-Sauveur-le-Vicomte - canton de Tourlaville - canton de Valognes

#### Arrondissement de Coutances
(10 cantons - sous-préfecture : Coutances) :
canton de Bréhal - canton de Cerisy-la-Salle - canton de Coutances - canton de Gavray - canton de La Haye-du-Puits - canton de Lessay - canton de Montmartin-sur-Mer - canton de Périers - canton de Saint-Malo-de-la-Lande - canton de Saint-Sauveur-Lendelin

#### Arrondissement de Saint-Lô
(11 cantons - préfecture : Saint-Lô) :
canton de Canisy - canton de Carentan - canton de Marigny - canton de Percy - canton de Saint-Clair-sur-l'Elle - canton de Saint-Jean-de-Daye - canton de Saint-Lô-Est - canton de Saint-Lô-Ouest - canton de Tessy-sur-Vire - canton de Torigni-sur-Vire - canton de Villedieu-les-Poêles

#### Homonymies
Il n'y a pas d'homonymies pour les cantons de Marigny et de Percy, bien qu'il en existe une pour chacune des communes chefs-lieux.

### Anciens cantons
Au total, 58 cantons ont disparu :
- Canton de Barenton
- Canton de Barneville-Carteret
- Canton de Beaumont-Hague
- Canton de Blainville
- Canton de Brécey
- Canton de Canisy
- Canton de Cérences
- Canton de Cerisy-la-Salle
- Canton de Cherbourg
- Canton de Cherbourg-Octeville-Nord-Ouest
- Canton de Cherbourg-Octeville-Sud-Est
- Canton de Cherbourg-Octeville-Sud-Ouest (anciennement canton d'Octeville)
- Canton de Créances (recréé en 2015)
- Canton de Digosville
- Canton de Ducey
- Canton d'Esglandes
- Canton de Gavray
- Canton de La Haye-Pesnel
- Canton de La Haye-du-Puits
- Canton de Juvigny-le-Tertre
- Canton de Lessay
- Canton de Lestre
- Canton de Marigny
- Canton de Martinvast
- Canton de Montebourg
- Canton de Montmartin-en-Graignes
- Canton de Montmartin-sur-Mer
- Canton de Percy
- Canton de Périers
- Canton de Picauville
- Canton de Pont-l'Abbé
- Canton de Prétot
- Canton de Quettehou
- Canton de Saint-Clair-sur-l'Elle
- Canton de Saint-Denis-le-Gast
- Canton de Saint-James
- Canton de Saint-Jean-des-Baisants
- Canton de Saint-Jean-de-Daye
- Canton de Saint-Lô-Est
- Canton de Saint-Lô-Ouest
- Canton de Saint-Malo-de-la-Lande
- Canton de Saint-Pierre-Église
- Canton de Saint-Pois
- Canton de Saint-Sauveur-Lendelin
- Canton de Saint-Sauveur-le-Vicomte
- Canton de Sainte-Croix
- Canton de Sainte-Marie-du-Mont
- Canton de Sainte-Mère-Église
- Canton de Sainteny
- Canton de Sartilly
- Canton de Sauxemesnil
- Canton de Sourdeval
- Canton de Surtainville
- Canton de Saint-Lô
- Canton du Teilleul
- Canton de Tessy-sur-Vire
- Canton de Tirepied
- Canton de Torigni-sur-Vire